# Camelen

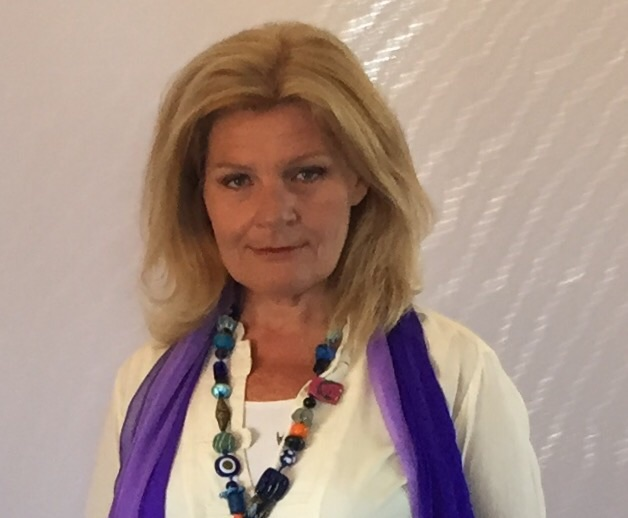
Cecilia Uddén. Bilden är från november 2015.

Camelen är en svensk dokumentärfilm från 2014, regisserad av PeÅ Holmquist och Suzanne Khardalian.

## Handling
Filmen handlar om den svenska journalisten Cecilia Uddén, kallad Camelen. Uddén är Sveriges Radios Mellanösternkorrespondent och bosatt i Kairo i Egypten. Filmen följer hennes arbete under flera år, bland annat rapporteringen från händelserna på Tahrirtorget under Egyptiska revolutionen 2011. Filmen skildrar även Uddéns intervjuer med kvinnliga aktivister som protesterar mot sexuella trakasserier och hennes möte med en kopt som har fördrivits från sin by. Filmen tar upp berömmande, men även kritiska röster till hennes rapportering. Vid sidan av yrkeslivet följer också filmen Uddén privat. Bland annat skildras hennes vistelse vid sommarhuset på Öland.

## Om filmen
Filmen regisserades av Holmquist och Khardalian. De båda hade tidigare samarbetat i ett flertal dokumentärfilmer, bland annat Tillbaka till Ararat (1989). Camelen producerades av Holmquist för HB PeÅ Holmquist Film med produktionsstöd från Stiftelsen Svenska Filminstitutet. Den spelades in efter ett manus av Khardalian och fotades av Holmquist. Musiken komponerades av Khaled Harara, Martin Holmlund, Christian Alsing och Alexandra Nilsson. Filmen klipptes av Lisa Ekberg och premiärvisades den 22 augusti 2014 i Sverige.

## Mottagande
Camelen har medelbetyget 2,9/5 på Kritiker.se, baserat på fem recensioner. Aftonbladet och Dagens Nyheter gav betyget 2/5 medan Filmeye, Göteborgs-Posten och Sveriges Radio P4 gav 3/5.